# Karantæne i sportsgrene
 For alternative betydninger, se karantæne. (Se også artikler, som begynder med karantæne)
Karantæne anvendes i en række sportsgrene som disciplinærstraf, fortrinsvis i holdsport overfor spillere, der har begået brud på reglerne, men også overfor ledere og trænere. I fodbold udløses karantæner efter tildeling af advarsler eller udvisninger. Dette sker i henhold til tildeling af strafpoints beroende på dommerens indberetning.  I håndbold gives der kun karantæne efter udvisninger.
Der forekommer også tilfælde af karantæne, som skyldes miskreditering af spillet. Dette kan fx ske, hvis en spiller foretager spil på egne kampe hos bettingfirmaer.
Atleter eller spillere i holdsport har en række muligheder for at appellere straffen. Den øverste appeldomstol er  Den Internationale Sportsdomstol (CAS).

## Doping
Doping er indtagelse af præstationsfremmende midler. Alle olympiske idrætsgrene er kontrolleret af WADA I Danmark har Anti Doping Danmark og Danmarks Idræts-Forbund tiltrådt WADAs regelsæt. Dopingmisbrug straffes typisk med 2 års karantæne i førstegangstilfælde, men kan føre til livsvarig udelukkelse fra al idræt, hvilket cykelrytteren Lance Armstrong er et eksempel på.